# Köveskál, Veszprém
Köveskál  este un sat în districtul Tapolca, județul Veszprém, Ungaria, având o populație de 373 de locuitori (2011). 

## Demografie
Componența etnică a satului Köveskál
     Maghiari (99,1%)
     Germani (0,9%)
Componența confesională a satului Köveskál
     Romano-catolici (60,59%)
     Reformați (20,91%)
     Fără religie (2,68%)
     Luterani (1,61%)
     Necunoscută (14,21%)
Conform recensământului din 2011, satul Köveskál avea 373 de locuitori. Din punct de vedere etnic, majoritatea locuitorilor (99,1%) erau maghiari.  Din punct de vedere confesional, majoritatea locuitorilor (60,59%) erau romano-catolici, existând și minorități de reformați (20,91%), persoane fără religie (2,68%) și luterani (1,61%). Pentru 14,21% din locuitori nu este cunoscută apartenența confesională.